# 絲路基金
絲路基金由中華人民共和國政府出資，於2014年12月29日在北京注册成立，規模為400億美元，以推動亞洲地區經濟發展。基金將向「一帶一路」沿線國家的基建、開發、產業合作等項目提供融資。丝路基金 是由中国外汇储备、中国投资有限责任公司、中国进出口银行、国家开发银行共同出资，依照《中华人民共和国公司法》，按照市场化、国际化、专业化原则设立的中长期开发投资基金，重点是在"一带一路"发展进程中寻找投资机会并提供相应的投融资服务。
2019年4月24日丝路基金董事长谢多在北京会见了来访的英国“一带一路”特使范智廉爵士一行，双方就推动务实合作交换了意见。同年份會見了塔吉克斯坦驻华特命全权大使帕尔维兹•达夫拉特佐达、乌兹别克斯坦总理阿里波夫及能源部長、埃及新任驻华大使穆罕默德巴德里、沙特能源部長法理赫等人。

## 外界已知專案
- 2014啟動蒙巴薩－奈洛比標準軌鐵路的部分工程投資.[4]
- 2015年4月签下第一单，投资16億美金中巴经济走廊优先实施项目之一卡洛特水电站。
- 買入9.9%股權位於 亞馬爾-涅涅茨自治區的俄羅斯天然氣專案[5]2019年在国家主席习近平、俄罗斯总统普京的共同见证下，丝路基金同西布尔公司簽訂能源設施協議。[6]
- 買入9.9%股權的PJSC SIBUR Holdings支持此大型能源集團.[7]
- 杜拜大型燃煤火力電廠建設[8]
- 2019與沙特國營水務公司合資新能源平台[6]
- 收購智利三文鱼公司Australis Seafoods S.A[6]
- 与新加坡盛裕集团（Surbana Jurong）合資5億美金投資平台。